# Teruhiko Aoi
Pour les articles homonymes, voir Aoi.
Teruhiko Aoi (あおい輝彦, Aoi Teruhiko), né le 10 janvier 1948, est un acteur, chanteur et doubleur japonais.

## Biographie
Teruhiko Aoi est diplômé de la Nihon University Tsurugaoka High School et du Nihon University College of Art.
Il fait ses débuts dans le monde du divertissement en 1962 en tant que membre du groupe d'idoles Johnnys. Son nom de scène actuel est écrit en hiragana selon la suggestion de Johnny Kitagawa selon laquelle tous les caractères kanji sont « durs ».
Le boys band Johnnys se dissous le 31 décembre 1967. À l'origine, Johnnys ne visait pas à devenir une idole, alors il a pris une pause du groupe et est allé en Amérique pour étudier pendant quatre mois. Aoi, qui est allé aux États-Unis, se consacre à des cours de chant et de danse, assiste à des comédies musicales et fait même un enregistrement imprévu. Bien qu'il soit retourné au Japon pour des raisons professionnelles, les membres décident de le dissoudre après avoir réfléchi à la poursuite des activités du groupe sur la base de leurs expériences aux États-Unis. Aoi a une orientation pour "jouer"[pas clair].
Après la dissolution du groupe, il est étudiant chercheur à la Shiki Theatre Company sur la recommandation de Keita Asari, qui était le représentant de Shiki Co., Ltd. à l'époque.
Sa fille, Erina Aoi, étudie en Thaïlande et fait ses débuts en tant que membre du groupe de hip-hop Elina & Afro Bros. Elle a également fait ses débuts au Japon en tant qu'Elina & Kappa Roll.

## Filmographie partielle

### Au cinéma
- 1976 : Le Complot de la famille Inugami de Kon Ichikawa
- 1979 : Sanada Yukimura no bōryaku de Sadao Nakajima
- 1980 : 203 kōchi de Toshio Masuda

## Récompenses et distinctions
- 1983 : nomination aux 6e Japan Academy Prize du meilleur second rôle masculin pour Dai Nippon teikoku (ja) (1982)